# Samsung Galaxy A31
Il Samsung Galaxy A31 è uno smartphone di fascia media prodotto da Samsung, facente parte della serie Samsung Galaxy A.

## Caratteristiche tecniche

### Hardware
Il Galaxy A31 è uno smartphone con form factor di tipo slate, le cui dimensioni sono di 159,3 × 73,1 × 8,6 millimetri e pesa 185 grammi.
Il dispositivo è dotato di connettività GSM, HSPA, LTE, di Wi-Fi 802.11 a/b/g/n/ac dual-band con supporto a Wi-Fi Direct e hotspot, di Bluetooth 5.0 con A2DP e LE, di GPS con A-GPS, BDS, GALILEO e GLONASS, di NFC (solo in alcuni mercati) e di radio FM. Ha una porta microUSB 2.0 OTG con connettore USB-C 1.0 e un ingresso per jack audio da 3,5 mm.
Il Galaxy A31 è dotato di schermo touchscreen capacitivo da 6,4 pollici di diagonale, di tipo Super AMOLED con aspect ratio 20:9, angoli arrotondati e risoluzione Full HD+ 1080 × 2400 pixel (densità di 411 pixel per pollice). Il frame laterale e il retro sono in plastica.
La batteria al litio-polimero da 5 000 mAh non è removibile dall'utente. Supporta la ricarica rapida a 15 watt.
Il chipset è un MediaTek MT6768 Helio P65. La memoria interna di tipo eMMC 5.1 è di 64/128 GB, mentre la RAM è di 4/6/8 GB (in base al taglio scelto).
La fotocamera posteriore ha un sensore principale da 48 megapixel con f/2.0, uno grandangolare da 8 MP, uno macro da 5 MP e uno di profondità da 5 MP, è dotata di autofocus PDAF, modalità HDR e flash LED, è in grado di registrare al massimo video full HD a 30 fotogrammi al secondo, mentre la fotocamera anteriore è singola da 20 megapixel.

### Software
Il sistema operativo è Android, in versione Android 10. Ha l'interfaccia utente One UI 2.1, successivamente aggiornata alla versione 2.5.
Nel 2021 riceve l'aggiornamento ad Android 11 con One UI 3.1, mentre nel mese di maggio del 2022 inizia a ricevere Android 12 con One UI 4.1.